# Time for the Moon Night
Time for the Moon Night (с англ. — «Время для Лунной Ночи») — шестой мини-альбом южнокорейской гёрл-группы GFriend. Он был выпущен Source Music 30 апреля 2018 года и распространен Kakao M (ранее LOEN Entertainment). Альбом содержит шесть песен, включая одноименный ведущий сингл и два инструментальных трека.

## Композиции
«Time for the Moon Night» более сентиментальный и сказочный альбом по сравнению с предыдущими альбомами GFriend. Согласно участнице Омджи, группа хотела «установить новое направление к производству вызывающей мысли и сентиментальной музыки». «Time for the Moon Night», написанный На Чжу-Хваном и Ли Вон-Чжоном, является первым синглом GFriend, не написанным продюсерским дуэтом Iggy и Youngbae.
«Love Bug» - это оптимистичная песня с ретро-джазовым звуком, «Flower Garden» - ретро-синти-поп песня, «Tik Tik» - имеет фанковый звук с элементами диско. «Bye» - это поп-баллада,  «You Are My Star» - сентиментальная песня для поклонников GFriend.

## Трек-лист
| №                   | Название                                 | Текст песни         | Музыка                             | Arrangement              | Длительность |
| ------------------- | ---------------------------------------- | ------------------- | ---------------------------------- | ------------------------ | ------------ |
| 1.                  | «Intro (Daytime)»                        |                     | No Joo-hwan                        | No Joo-hwan Kim Ba-ro    | 1:00         |
| 2.                  | «Time for the Moon Night» (кор. 밤)      | No Joo-hwan         | No Joo-hwan Lee Won-jong           | No Joo-hwan Lee Won-jong | 3:46         |
| 3.                  | «Love Bug»                               | Seo Ji-eum          | David Amber Andy Love Ryan S. Jhun |                          | 3:42         |
| 4.                  | «Flower Garden» (휘리휘리; Hwirihwiri)   | Mio                 | Mio                                | Mio                      | 3:15         |
| 5.                  | «Tik Tik» (틱틱)                         | Iggy Youngbae       | Iggy Youngbae                      | Iggy Youngbae            | 2:59         |
| 6.                  | «Bye»                                    | No Joo-hwan         | No Joo-hwan Kim Ye-il Sophia Pae   | No Joo-hwan              | 4:54         |
| 7.                  | «You Are My Star» (별; Byeol)            | Lee Shin-seong      | ZigZag Note                        | ZigZag Note              | 3:15         |
| 8.                  | «Time for the Moon Night» (Instrumental) |                     | No Joo-hwan Lee Won-jong           | No Joo-hwan Lee Won-jong | 3:47         |
| Общая длительность: | Общая длительность:                      | Общая длительность: | Общая длительность:                | Общая длительность:      | 26:50        |

## Чарты

### Годовой итоговый чарт
| Чарты (2018)            | Пиковые позиции |
| ----------------------- | --------------- |
| Япония (Oricon)         | 63              |
| Республика Корея (Gaon) | 1               |
| США (Billboard)         | 6               |

| Чарты                   | Пиковые позиции |
| ----------------------- | --------------- |
| Республика Корея (Gaon) | 55              |

## Продажи
| Регион                  | Продажи |
| ----------------------- | ------- |
| Республика Корея (Gaon) | 84,313+ |
| Япония (Oricon)         | 1,170+  |

## Награды и номинации

### Музыкальные программы
| Песня                     | Программа                 | Дата         |
| ------------------------- | ------------------------- | ------------ |
| «Time for the Moon Night» | The Show (SBS MTV)        | 8 мая, 2018  |
| «Time for the Moon Night» | Show Champion (MBC Music) | 9 мая, 2018  |
| «Time for the Moon Night» | Show Champion (MBC Music) | 16 мая, 2018 |
| «Time for the Moon Night» | M Countdown (Mnet)        | 10 мая, 2018 |
| «Time for the Moon Night» | Music Bank (KBS2)         | 11 мая, 2018 |
| «Time for the Moon Night» | Music Bank (KBS2)         | 18 мая, 2018 |
| «Time for the Moon Night» | Show! Music Core (MBC)    | 12 мая, 2018 |
| «Time for the Moon Night» | Show! Music Core (MBC)    | 19 мая, 2018 |
| «Time for the Moon Night» | Inkigayo (SBS)            | 13 мая, 2018 |
| «Time for the Moon Night» | Inkigayo (SBS)            | 20 мая, 2018 |